# Елеонора Гонзага
Вижте пояснителната страница за други личности с името Елеонора Гонзага.
Елеонора Гонзага (на италиански: Eleonora Gonzaga, * 23 септември 1598, Мантуа, † 27 юни 1655, Виена) от род Гонзага е принцеса от Мантуа и чрез брак императрица на Свещената Римска империя (2 февруари 1622 – 15 февруари 1637), ерцхерцогиня на Австрия (1622 – 1637), кралица на Германия (1622 – 1637), Унгария (1622 – 1625) и Бохемия (1622 – 1627).

## Произход
Тя е най-малкото дете на Винченцо I Гонзага (* 1562; † 1612), 4-ти херцог на Мантуа и 2-ри херцог на Монферат, и на съпругата му Елеонора де Медичи (* 1567, † 1611), сестра на френската кралица Мария де Медичи. По бащина линия е внучка на Гулиелмо Гонзага, херцог на Мантуа и Монферат, и на ерцхерцогиня Елеонора Австрийска, а по майчина – на Франческо I де Медичи и ерцхерцогиня Йохана Австрийска. Има четири братя и една сестра:
- Франческо IV (* 1586, † 1612), 5-и херцог на Мантуа и 3-ти херцог на Монферат, съпруг на Маргарета Савойска;
- Фердинандо (* 1587 – 1626) кардинал, 6-и херцог на Мантуа и 4-ти херцог на Монферат от 1612, съпруг на Камила Ретичина и на Катерина де Медичи;
- Гулиелмо Доменико (* 1589, † 1591);
- Маргарита (* 1591, † 1632), херцогиня на Лотарингия като съпруга на Хайнрих II;
- Винченцо II (* 1594, † 1627), кардинал, 7-и херцог на Мантуа и 5-и херцог на Монферат 1626, съпруг на Изабела Гонзага

Има и двама полубратя и две полусестри от извънбрачни връзки на баща си.

## Биография

### Ранни години
Два месеца след раждането си принцесата е кръстена на 22 ноември 1598 г. в Палатинската базилика на „Санта Барбара“ в Мантуа с имената Елеонора Анна Мария в чест на майка си и двете ѝ по-големи сестри, Анна де Медичи и Мария де Медичи, бъдещи кралици-консорт на Франция и на Навара. Церемонията се води от епископа на Мантуа Франческо Гонзага, а нейни кръстници са Фердинанд II (неин бъдещ съпруг и император на Свещената Римска империя), представен от Якоб Прандтнер, и Маргарита Хабсбург-Австрийска, кралица на Испания.
Прекарва детството си в херцогския двор на Мантуа, който е един от големите културни и научни центрове в Европа. Когато е на 10 г., образованието ѝ е поверено на леля ѝ Маргарита Гонзага, херцогиня на Ферара и Модена, която живее в църквата „Сант'Орсола“, основана от самата нея. Вдовстващата херцогиня се погрижва племенницата ѝ да получи добро образование, което включва изучаване на чужди езици, история, музика и рисуване. Религиозната среда, в която израства, оказва силно влияние върху Елеонора.

### Брачни преговори и брак
В началото на 1610 г. баща ѝ договаря брака ѝ с Маркантонио IV Колона, херцог и принц на Палиано, а през март същата година е подписан договор, съгласно който се предвижда зестра за Елеонора от 130 000 скуди. Въпреки това преговорите приключват бързо поради предишното брачно споразумение на Колона със сем. Дория. След това започват преговори за брак на Елеонора с Виктор Амадей I Савойски, принц на Пиемонт и наследник на Савойското херцогство. Баща ѝ умира през 1612 г., преди да успее да уреди брака ѝ.
През юли 1621 г. император Фердинанд II изпраща своя личен съветник барон Ханс Улрих фон Егенберг в Мантуа, за да преговаря за брака му с Елеонора. След получаване на диспенсация от Светия престол, брачният договор е подписан на 21 ноември и на същия ден се състои бракът чрез пълномощник в палатинската базилика „Санта Барбара“ в Херцогския дворец на Мантуа. Официалната церемония се състои в Инсбрук на 2 февруари 1622 г. и празненствата са доста скромни. Фердинанд II и Елеонора, придружени от роднини, се венчават в параклиса на императорския дворец. Като сватбен подарък от младоженеца булката получава бижу от диаманти и перли на стойност 30 000 дуката; освен това 18 000 флорина са ѝ подарени от тиролските поданици на нейния съпруг. Два дни по-късно роднините ѝ получават подаръци от императора и заминават за Мантуа, а на следващия ден императорската двойка пътува за Виена.
Въпреки голямата възрастова разлика между тях (20 г.) Елеонора и Фердинанд II имат щастлив брак. Тъй като няма деца, Елеонора успява да създаде близки отношения с всичките си доведени деца, особено с най-младия – ерцхерцог Леополд Вилхелм, с когото споделя страстта към изкуството и литературата. Подобно на съпруга си тя е дълбоко религиозна и силен поддръжник на Контрареформацията. Изповедниците на императора и императрицата са йезуити. Елеонора и съпругът ѝ също споделят любовта към лова и музиката; известно време по-късно императорът променя брачния договор в полза на съпругата си.

### Императрица
Скоро след пристигането си във Виена Елеонора научава немски език. Тя наема слуги на предишната императрица, като изпраща повечето от местните си слуги обратно в Мантуа. Фердинанд II подарява на съпругата си двореца „Фаворита“, преди това принадлежал на покойната му съпруга. Впоследствие Елеонора получава във владение и дворците Лаксенбург и Шьонбрун.
На 26 юли 1622 г. в Пресбург, днешна Братислава, Елеонора е коронясана за кралица на Унгария. На 7 ноември 1627 г. в катедралата в Регенсбург е коронясана за императрица на Свещената Римска империя и кралица на Германия, а на 21 ноември същата година в Прага е коронясана за кралица на Бохемия.
Тя не се интересува от политика, но се опитва да бъде добра императрица за своите поданици. Често придружава съпруга си на срещи с курфюрстите и държавните глави на империята. Сред многото ѝ приноси е изграждането на параклиса на Мадоната от Лорето в Августинската църква във Виена. Осветен на 9 септември 1627 г., параклисът става вторият, използван от императорския двор. Зад параклиса е построен Herzgruft, който по-късно съдържа сърцата на членовете на Камарата на Хабсбургите. С благословията на папа Урбан VIII императрицата построява във Виена манастир на босите кармелити и завещава 80 000 флорина за спасението на душата си след смъртта си. Заедно със съпруга си основава още един манастир на босите кармелити във Виена и е благодетел на братството, което организира погребението на бездомните. Императрицата подкрепя и босите кармелити в Грац.
Въпреки вниманието си към германските си поданици Елеонора не отказва подкрепата си на своите италиански сънародници, дошли в нейния двор. Тя покровителства италиански музиканти и танцьори. Благодарение на нея императорският двор във Виена се превръща в център на европейската барокова музика. Започва традицията да се посещават оперни и балетни представления по време на специални тържества в императорското семейство; първото се състои на рождения ден на Фердинанд II през 1625 г. и за тази цел е построена голямата дървена зала на Хофбург.
Източник на дълбока загриженост за Елеонора е Войната за мантуанското наследство (1628 – 1631), която започва след смъртта на нейните братя Франческо IV (1612), Фердинанд (1626) и Винченцо II (1627), които са без оцелели законни мъжки наследници. По време на войната между императора, крал Филип IV от Испания и херцог Карл Емануил I Савойски от една страна (които подкрепят Феранте II Гонзага, херцог на Гуастала) и краля на Франция Луи XIII и Венецианската република (които подкрепят Карло Гонзага, херцог на Невер), от друга страна, императорската армия завладява и разграбва Мантуа, родината на императрицата.

### Последни години и смърт
Император Фердинанд II умира на 15 февруари 1637 г. Овдовялата Елеонора се настанява в замъка в Грац близо до мавзолея на съпруга си. През същата година се премества във Виена и се установява в основания от нея Манастир на босите кармелити. Според съвременниците вдовстващата императрица води благочестив живот. Тя прекарва част от времето си в дворците си извън града, например в Шьонбрун, който е построен от нея в стил „Италиански барок“.
На 18 април 1637 г. паричната сума, принадлежаща на нея като вдовстваща императрица, се променя многократно. Бижутата, които е получила от съпруга си по време на брака им, включително тези от диаманти с перли, подарени ѝ в деня на сватбата им, са върнати в съкровищницата на Хабсбургите.
Както и преди вдовстващата императрица води активна кореспонденция със своите италиански и австрийски роднини. Тя е упълномощена от Карло III Гонзага-Невер, син на неин племенник, да бъде негов посредник в преговорите по брачния договор между сестра му Елеонора Мадалена Гонзага-Невер и новия император Фердинанд III, син на Фердинанд II от първия му брак и доведен син на Елеонора, окончателно подписан на 8 февруари 1651 г.
В завещанието си, съставено през 1651 г. и изменено малко преди смъртта ѝ, вдовстващата императрица посочва своята племенница императрица Елеонора за своя наследница. Освен това оставя значими суми за панихиди и благотворителни организации. Тя умира във Виена на 27 юни 1655 г. на 56-годишна възраст и е погребана в манастира на Босите кармелити във Виена. Сърцето ѝ е поставено в урна, която е поставена до гроба на съпруга ѝ в нейния мавзолей. През 1782 г. тленните ѝ останки са пренесени в катедралата „Свети Стефан“ (Виена).

## Галерия
- Елеонора на 2 г. (портрет вероятно от Петер Паул Рубенс)
- Портрет с Фердинанд
 худ. Юстус Сустерманс1628/1630
- Портрет 
худ. Юстус Сустерманс
- Като вдовица
- Като вдовица, портрет от 
неизв. автор
- По-късен портрет от худ. Валентин Принсеп (1873)